# Desco da parto

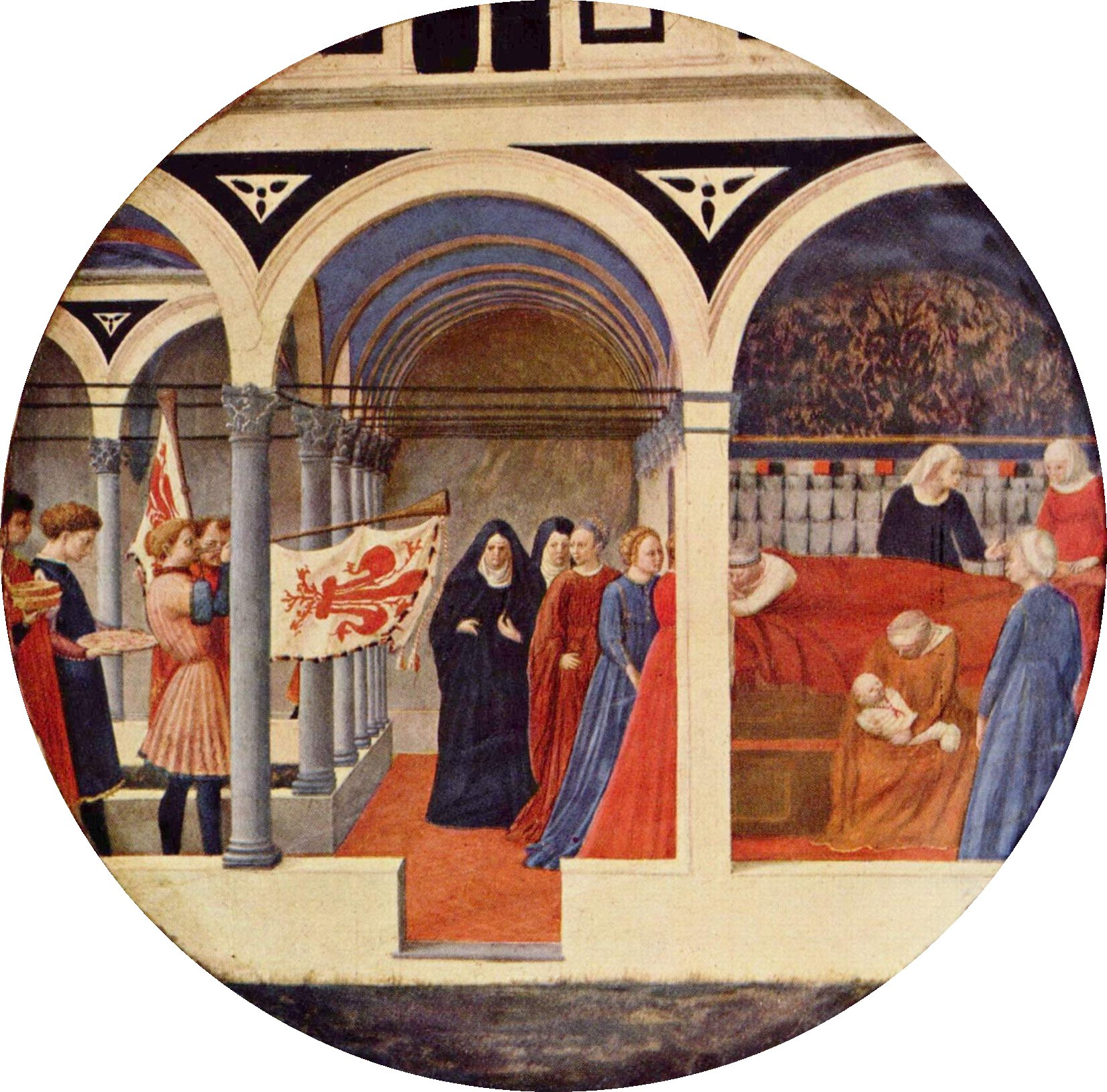
Desco da parto par Masaccio.

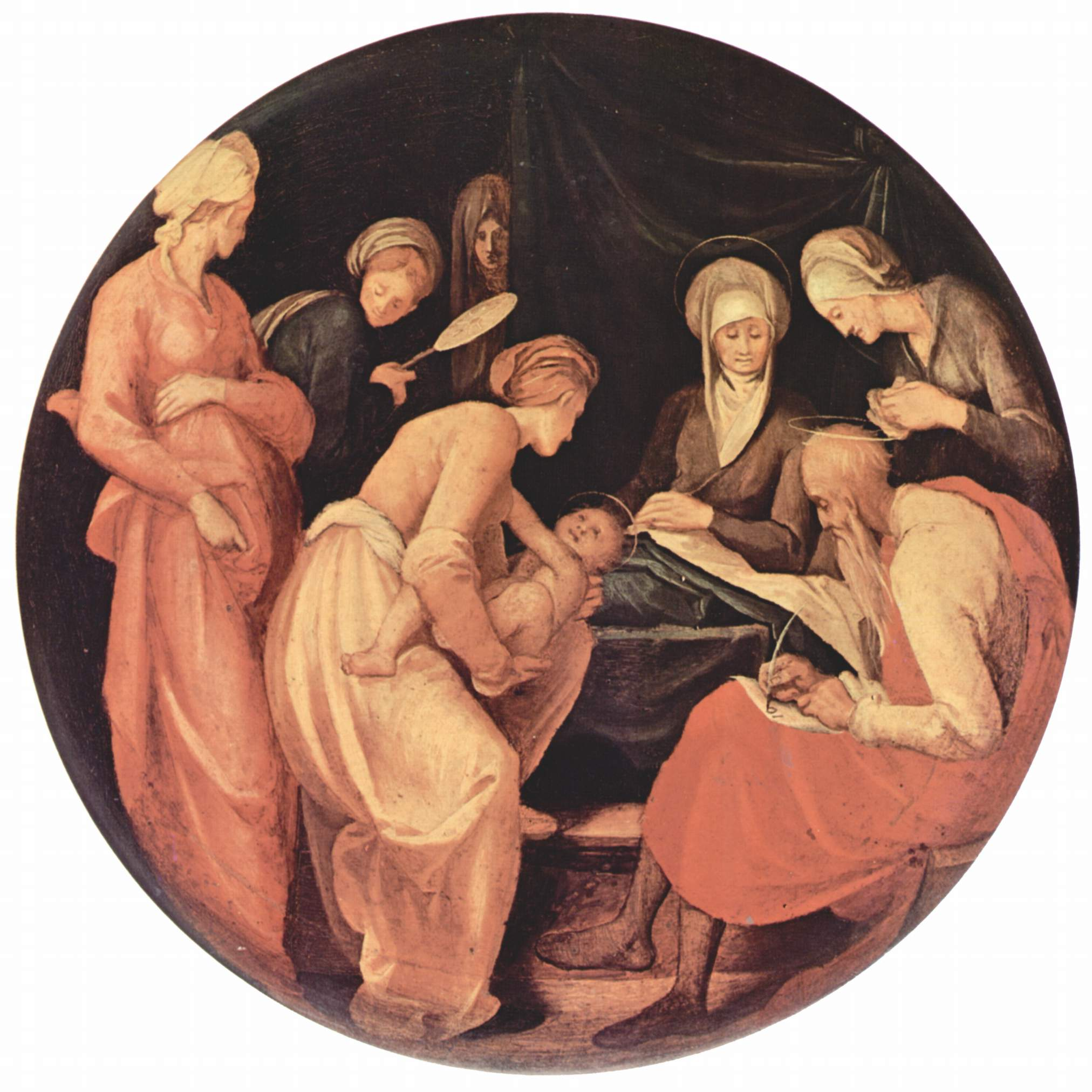
Naissance de saint Jean-Baptiste par Pontormo.

Le desco da parto (au pluriel deschi da parto) est le nom italien du « plateau d'accouchée », porteur, recto verso des œuvres peintes en tondo par les plus grands peintres, produit à l'occasion de la naissance du premier enfant dans les familles aisées de la Renaissance italienne et faisant partie de l'« ensemble d'accouchement ».

## Destination
Il fait partie des objets de la vie quotidienne pendant la Renaissance florentine avec le cassone, le coffre de mariage orné, souvent par les mêmes peintres, et autant offert à l'élément féminin du couple : à la fiancée qui devient femme du couple puis consacrée mère pour la naissance de son premier enfant (primogenito).
Il existe aussi le desco da nozze, vœu d'enfantement.
Il ne s'agit pas initialement de tableaux ronds à accrocher mais de vrais plateaux utilitaires pour apporter des boissons à l'accouchée (le bol de bouillon scodella avec son couvercle plat tagliere).

## Dispositif pictural
Les deschi da parto sont de forme ronde (tondo) ou polygonale et en bois peint a tempera ou à l'huile.
Ils sont ornées, comme les coffres de mariage, de figures allégoriques, mythologiques ou littéraires, de scènes profanes ou sacrées liées à l'événement.
Ils comportent également deux endroits qu'on ne regarde pas simultanément et, dans ce cas précis, le recto et le verso du tondo.
La face postérieure comporte une scène de la vie familiale, souvent interprétée également de façon symbolique.

## Œuvres et artistes
- Bartolomeo di Fruosino, peintre florentin de desco da parto, Metropolitan Museum of Art, New York[4]
- Lo Scheggia[5], Il Trionfo della Fama au recto, Armoiries des familles Médicis et Tornabuoni au verso, offert en 1449 à Lucrezia Tornabuoni pour la naissance de son fils Laurent de Médicis, Metropolitan Museum of Art, New York[6]
- Masaccio : Desco da parto avec sur la face : Scena di nascita, et au recto : Putto con animaletto, conservé au Staatliche Museen, Berlin
- Pontormo : Naissance de saint Jean-Baptiste pour la naissance de Aldighieri della Casa (1526-1527), huile, diamètre 54 cm, Galerie des Offices, Florence
- Botticelli : Adorazione dei Magi (1473-1474), qui comporte une anamorphose
- Apollonio di Giovanni et Marco del Buono : Le Triomphe de l'amour, Victoria & Albert Museum, Londres[7]
- Domenico di Bartolo œuvre exposée dans la collection du Ca doro
- Maître du Jugement de Pâris du Bargello, peintre de second plan
- Scène mythologique de Diane et Actéon, collection E. Burnes Jones, Londres[8]
- Épisode de l'ancien Testament :  David et Goliath, The Loyola University Museum of Art, Chicago[9].
- Au musée du Louvre, Paris :
  - Giovanni Antonio Bazzi dit Le Sodoma : Allégorie de l'Amour, Vénus terrestres avec Éros et Vénus céleste avec Anteros et deux autres cupidons (origine palais Chigi à Sienne)
  - Girolamo di Benvenuto : Le Jugement de Pâris ; au verso, armoiries identifiées à tort comme étant celles des familles Bardi et Spinelli[10]
  - Maître de la prise de Trente : Le Triomphe de Vénus vénérée par six amoureux légendaires

## Objets complémentaires
Sont à noter les objets complémentaires de l'ensemble d'accouchement offert lors de la délivrance : l'ensemble de vaisselle ornée, en majolique qui comporte le bol de bouillon (scodella), avec son couvercle plat (tagliere) qui sert également de plat pour le pain, une tasse pour boire (ongaresca), une salière (saliera) insérée dans le pied.
Et les objets plus imposants que la Renaissance a fait naître ou a développé en œuvres d'art.